# 希望音楽会 (NHK)
『希望音楽会』（きぼう おんがくかい）は、1945年から1948年までNHKラジオ第1放送にて放送された音楽のリクエスト番組である。

## 概要
番組名はドイツ映画の『希望音楽会』から借用したという。
第二次世界大戦後初の音楽リクエスト番組で、1日当たり5000通を超えるリクエスト曲が全国から寄せられた。
当初リクエスト曲は純音楽（クラシック音楽）が多かったが、その後歌謡曲を中心とした軽音楽が急増した。中でも「リンゴの唄」（歌：並木路子）は、当時リスナーからのリクエストが最も殺到した曲であり、敗戦で心の傷が肥大化しつつあった日本に明日への希望をもたらす歌として、ブレークするきっかけにもなった。